# Relleno negro
El relleno negro es un plato caliente típico de la península de Yucatán. Se compone de carne de pavo y de cerdo, un sofrito y una mezcla de chiles secos llamada «chilmole» o «recado negro», la cual da nombre al plato. Se prepara tradicionalmente en el mes de noviembre para la festividad de Janal Pixán (Todos los Santos).
En idioma maya es conocido como boox but', conformado por las palabras boox (‘negro’) y but' (‘embutido’ o ‘relleno’).

## Ingredientes
La receta original lleva pavo, carne de puerco molida para hacer el but (embutido o relleno), jitomate, chilmole, achiote, pimienta, clavos de olor, comino, orégano, epazote, ajo y huevos cocidos. El color negro del guiso proviene de la mezcla y tostado de los chiles que se utilizan en el chilmole, entre cuyos ingredientes podemos encontrar: chile ancho, pimientas gorda y negra, clavo, comino, achiote natural, tortillas quemadas, jugo de naranja agria, ajo, orégano y sal.